# Václav Josef Ubelli ze Siegburgu
Václav Josef svobodný pán Ubelli ze Siegburgu (německy Wenzel Joseph Freiherr Ubelli von Siegburg), uváděn též jako Ubelly (20. května 1798 Praha – 29. ledna 1863 Brno) byl česko-rakouský šlechtic, rakouský právník a soudce. Od mládí působil v justici, v letech 1849–1862 byl prezidentem Krajského soudu v Brně a nakonec prezidentem Zemského soudu pro Moravu a Slezsko (1862–1863).

## Životopis

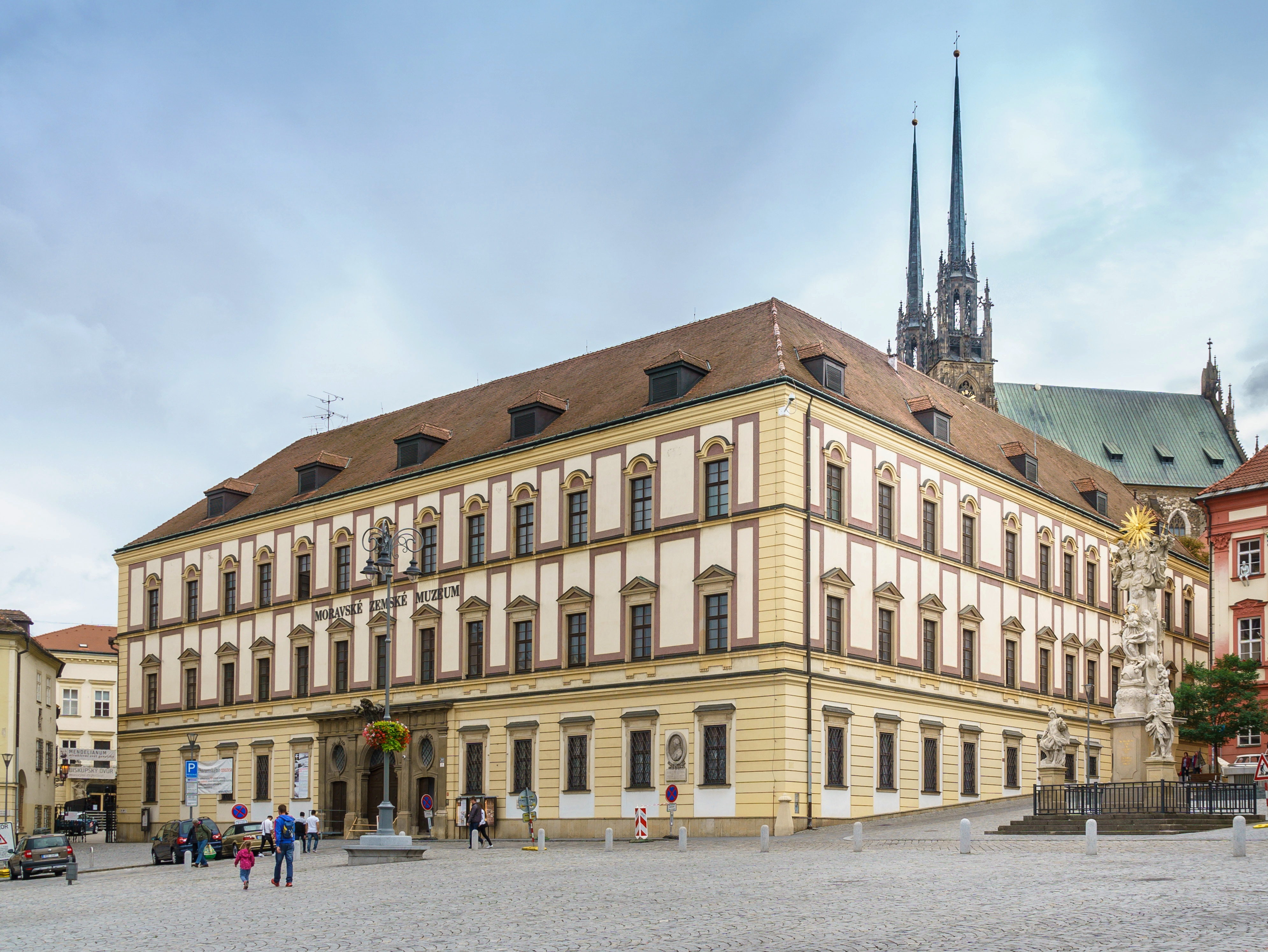
Ditrichštejnský palác v Brně, sídlo justiční správy na Moravě v 19. století

Pocházel ze starého italského rodu Ubelliů usazeného od 17. století v Čechách. Narodil se jako starší syn c. k. komořího a právníka Václava Michaela Ubelliho (1761–1832), matka Gabriela (1773–1866) byla z české rodiny Vratislavů z Mitrovic. Vystudoval práva na Karlově univerzitě a v roce 1819 vstoupil do státních služeb. Začínal jako nižší úředník u zemského soudu v Praze, později přešel k soudní správě v Dolním Rakousku, několik let strávil u soudů v Terstu a Rovinji. V letech 1839–1849 byl radou apelačního soudu v Brně. V roce 1844 získal titul c. k. komořího.
Po reorganizaci justiční správy byl jmenován prezidentem Krajského soudu v Brně (1849–1862). V závěru své kariéry byl prezidentem Vrchního zemského soudu pro Moravu a Slezsko (1862–1863). V těchto funkcích úřadoval v Ditrichštejnském paláci na Zelném trhu, bydlel v Kobližné ulici č. p. 7. Za zásluhy byl nositelem rytířského kříže Leopoldova řádu (1854).

## Rodina
V roce 1829 se oženil s Johannou hraběnkou Kustošovou ze Zubří a Lipky (1801–1865). Měli spolu čtyři děti, syn Václav (1830–1873) sloužil v armádě a byl účastníkem výpravy arcivévody Maxmiliána do Mexika, poté žil v Praze. Dcera Johanna (1833–1928) byla dlouholetou představenou Ústavu šlechtičen u sv. Andělů v Praze a zemřela jako poslední potomek rodu Ubelliů. Nejmladší dcera Gabreila (1838–1910) byla manželkou barona Richarda Mattencloita (1829–1888). Jejich syn Richard (1862–1925) vlastnil statky ve Slezsku a od roku 1910 užíval příjmení Mattencloit-Ubelli.
Z jeho sourozenců vynikl mladší bratr Vilém Prokop (1799–1865), který byl také právníkem a nakonec dlouholetým viceprezidentem Vrchního zemského soudu v Čechách (1850–1859). Další bratři Antonín Vilém (1795–1819), Prokop Alois (1802–1875) a František Josef (1804–1845) sloužili v armádě, nejmladší Ludvík (1806–1858) byl státním úředníkem a okresním hejtmanem ve Welsu.